# Diego Nargiso
Diego Nargiso (Napels, 15 maart 1972) is een voormalig tennisser uit Italië. Hij was tussen 1987 en 2001 actief op het professionele tenniscircuit.
Nargiso stond in twintig ATP-dubbelspelfinales waarvan hij er vijf winnend afsloot.
Bij de junioren won Nargiso  in 1987 de titel op Wimbledon in het enkelspel en in datzelfde jaar pakte hij aan de zijde van Goran Ivanišević de dubbeltitel in het juniorentoernooi van de US Open.

## Palmares
| Legenda                       |
| ----------------------------- |
| Grand Slam                    |
| Olympische Spelen             |
| Tennis Masters Cup            |
| ATP Masters Series            |
| ATP International Series Gold |
| ATP International Series      |

#### Enkelspel
| Nr.              | Datum             | Toernooi     | Ondergrond | Tegenstander in finale | Score        | Details |
| ---------------- | ----------------- | ------------ | ---------- | ---------------------- | ------------ | ------- |
| Verloren finales |                   |              |            |                        |              |         |
| 1.               | 19 september 1993 | ATP Bordeaux | Gravel     | Sergi Bruguera         | 5-7, 2-6     | Details |
| 2.               | 1 oktober 2000    | ATP Palermo  | Hardcourt  | Olivier Rochus         | 6-7(14), 1-6 | Details |

### Dubbelspel
| Nr.                           | Datum             | Toernooi         | Ondergrond | Partner             | Tegenstanders in finale             | Score                | Details |
| ----------------------------- | ----------------- | ---------------- | ---------- | ------------------- | ----------------------------------- | -------------------- | ------- |
| Gewonnen finales heren dubbel |                   |                  |            |                     |                                     |                      |         |
| 1.                            | 11 februari 1990  | ATP Milaan       | Tapijt (i) | Omar Camporese      | Tom Nijssen Udo Riglewski           | 6-4, 6-4             | Details |
| 2.                            | 14 april 1991     | ATP Barcelona    | Gravel     | Horacio de la Peña  | Boris Becker Eric Jelen             | 3-6, 7-6, 6-4        | Details |
| 3.                            | 17 januari 1993   | ATP Jakarta      | Hardcourt  | Guillaume Raoux     | Jacco Eltingh Paul Haarhuis         | 7-6, 6-7, 6-3        | Details |
| 4.                            | 29 maart 1998     | ATP Casablanca   | Gravel     | Andrea Gaudenzi     | Cristian Brandi Filippo Messori     | 6-4, 7-6(4)          | Details |
| 5.                            | 7 mei 2000        | ATP Majorca      | Gravel     | Michaël Llodra      | Alberto Martín Fernando Vicente     | 7-6(2), 7-6(3)       | Details |
| Verloren finales heren dubbel |                   |                  |            |                     |                                     |                      |         |
| 1.                            | 14 februari 1988  | ATP Rotterdam    | Tapijt (i) | Magnus Gustafsson   | Patrik Kuhnen Tore Meinecke         | 6-7, 6-7             | Details |
| 2.                            | 17 april 1988     | ATP Nice         | Gravel     | Heinz Günthardt     | Guy Forget Henri Leconte            | 6-4, 3-6, 4-6        | Details |
| 3.                            | 31 juli 1988      | ATP Bordeaux     | Gravel     | Christian Miniussi  | Joakim Nyström Claudio Panatta      | 1-6, 4-6             | Details |
| 4.                            | 30 april 1989     | ATP Monte Carlo  | Gravel     | Paolo Canè          | Tomáš Šmíd Mark Woodforde           | 6-1, 4-6, 2-6        | Details |
| 5.                            | 1 oktober 1989    | ATP Palermo      | Gravel     | Goran Ivanišević    | Peter Ballauff Rudiger Haas         | 2-6, 7-6, 4-6        | Details |
| 6.                            | 4 maart 1990      | ATP Rotterdam    | Tapijt (i) | Nicolas Pereira     | Leonardo Lavalle Jorge Lozano       | 3-6, 6-7             | Details |
| 7.                            | 25 augustus 1991  | ATP Long Island  | Hardcourt  | Doug Flach          | Eric Jelen Carl-Uwe Steeb           | 6-0, 4-6, 6-7        | Details |
| 8.                            | 14 juni 1992      | ATP Londen       | Gras       | Goran Ivanišević    | John Fitzgerald Anders Järryd       | 4-6, 6-7             | Details |
| 9.                            | 12 juni 1994      | ATP Rosmalen     | Gravel     | Peter Nyborg        | Stephen Noteboom Fernon Wibier      | 3-6, 6-1, 6-7        | Details |
| 10.                           | 18 september 1994 | ATP Bordeaux     | Hardcourt  | Guillaume Raoux     | Olivier Delaître Guy Forget         | 2-6, 6-2, 5-7        | Details |
| 11.                           | 5 maart 1995      | ATP Mexico-Stad  | Gravel     | Marc-Kevin Goellner | Javier Frana Leonardo Lavalle       | 5-7, 3-6             | Details |
| 12.                           | 9 april 1995      | ATP Estoril      | Gravel     | Marc-Kevin Goellner | Jevgeni Kafelnikov Andrej Olchovski | 7-5, 5-7, 2-6        | Details |
| 13.                           | 5 mei 1996        | ATP München      | Gravel     | Olivier Delaître    | Lan Bale Stephen Noteboom           | 6-4, 6-7, 4-6        | Details |
| 14.                           | 28 mei 2000       | ATP Sankt Pölten | Gravel     | Andrea Gaudenzi     | Mahesh Bhupathi Andrew Kratzmann    | 6-7(10), 7-6(2), 4-6 | Details |
| 15.                           | 16 juli 2000      | ATP Båstad       | Gravel     | Andrea Gaudenzi     | Nicklas Kulti Mikael Tillström      | 6-4, 2-6, 3-6        | Details |

## Resultaten grandslamtoernooien
| Legenda | Legenda                          |
| ------- | -------------------------------- |
| g.t.    | geen toernooi gehouden           |
| l.c.    | lagere categorie                 |
| –       | niet deelgenomen                 |
| G       | uitgeschakeld in de groepsfase   |
| 1R      | uitgeschakeld in de eerste ronde |
| 2R      | uitgeschakeld in de tweede ronde |
| 3R      | uitgeschakeld in de derde ronde  |
| 4R      | uitgeschakeld in de vierde ronde |
| KF      | uitgeschakeld in de kwartfinale  |
| HF      | uitgeschakeld in de halve finale |
| F       | de finale verloren               |
| W       | het toernooi gewonnen            |
| w-v     | winst/verlies-balans             |

### Enkelspel
| Toernooi        | 1988 | 1989 | 1990 | 1991 | 1992 | 1993 | 1994 | 1995 | 1996 |
| --------------- | ---- | ---- | ---- | ---- | ---- | ---- | ---- | ---- | ---- |
| Australian Open | 1R   | 1R   | –    | –    | 1R   | 1R   | 1R   | –    | 2R   |
| Roland Garros   | –    | 1R   | –    | –    | 2R   | –    | –    | 1R   | –    |
| Wimbledon       | 3R   | 1R   | –    | 2R   | 1R   | 1R   | 1R   | 1R   | 1R   |
| US Open         | 3R   | 1R   | 1R   | 1R   | 2R   | –    | 1R   | –    | –    |

### Mannendubbelspel
| Toernooi        | 1988 | 1989 | 1990 | 1991 | 1992 | 1993 | 1994 | 1995 | 1996 | 1997 |    | 2000 | 2001 |
| --------------- | ---- | ---- | ---- | ---- | ---- | ---- | ---- | ---- | ---- | ---- | -- | ---- | ---- |
| Australian Open | 1R   | 1R   | 1R   | –    | 1R   | 2R   | 1R   | –    | 1R   | 1R   | –  | –    |      |
| Roland Garros   | 1R   | 3R   | 1R   | 1R   | 1R   | –    | 2R   | 1R   | 1R   | –    | 1R | –    |      |
| Wimbledon       | 1R   | 2R   | 2R   | 1R   | 2R   | –    | 1R   | 2R   | 2R   | –    | 2R | 1R   |      |
| US Open         | 2R   | 3R   | 1R   | 1R   | 1R   | KF   | 1R   | 1R   | 3R   | –    | 1R | –    |      |